# Rohdea
Rohdea là một chi thực vật có hoa trong họ Asparagaceae., bản địa khu vực miền đông châu Á (bao gồm Trung Quốc, Nhật Bản, Himalaya và Đông Dương)
Trước đây người ta cho rằng chi này chỉ chứa một loài là vạn niên thanh (R. japonica), nhưng các nghiên cứu gần đây đã chuyển một số loài từ các chi khác vào chi này
Trong hệ thống APG III năm 2009, chi này được đặt trong phân họ Nolinoideae (trước đây là họ Ruscaceae) của họ Asparagaceae). Nó cũng đã từng được đặt trong họ Convallariaceae.
Các loài trong chi này là cây thân thảo có thân rễ sống lâu năm, với rễ chùm. Các lá thường xanh, hình mũi mác rộng bản, dài 15–50 cm và rộng 2,5–7 cm, nhọn đỉnh. Hoa mọc thành cụm hoa ngắn, mập, dày dặc, dài 3–4 cm, mỗi hoa màu vàng nhạt, dài 4–5 mm. Quả là dạng quả mọng màu đỏ đường kính 8 mm, mọc thành cụm dày gồm vài quả.
Mặc dù đôi khi bị viết sai thành Rhodea (tên chi chính thức của một nhóm động vật chân bụng), nhưng chi này trên thực tế đặt theo tên Michael Rohde (1782-1812), một nhà thực vật học người Đức sống ở Bremen.

## Trồng và sử dụng
Loài Rohdea japonica được trồng làm cây cảnh. Trong tiếng Trung nó được gọi là vạn niên thanh (giản thể: 万年青; phồn thể: 萬年青, nghĩa đen là "thường xanh"), và vì lý do này nó từng được sử dụng làm biểu tượng trong một số loại huy hiệu, phù hiệu (ví dụ tại đây Lưu trữ ngày 13 tháng 8 năm 2014 tại Wayback Machine). Trong tiếng Nhật nó được gọi là omoto.
Loài này cũng được sử dụng làm thuốc trong y học cổ truyền Trung Hoa, mặc dù nói chung nó được coi là không ăn được và có thể có độc. Không nhầm lẫn loài vạn niên thanh này với các loài vạn niên thanh (còn gọi là minh ty hay lượng ty) thuộc chi Aglaonema của họ Araceae.

## Các loài
Các loài được chấp nhận
1. Rohdea chinensis (Baker) N.Tanaka - An Huy, Phúc Kiến, Quảng Đông, Quảng Tây, Hà Nam, Hồ Bắc, Hồ Nam, Giang Tây, Thiểm Tây, Tứ Xuyên, Vân Nam, Đài Loan
2. Rohdea chlorantha (Baill.) N.Tanaka - Tứ Xuyên
3. Rohdea delavayi (Franch.) N.Tanaka - Tây Tạng, Quảng Tây, Quý Châu, Hồ Bắc, Hồ Nam, Tứ Xuyên, Vân Nam
4. Rohdea emeiensis (Z.Y.Zhu) N.Tanaka - Tứ Xuyên
5. Rohdea ensifolia (F.T.Wang & Tang) N.Tanaka - Vân Nam
6. Rohdea eucomoides (Baker) N.Tanaka - Assam, Bhutan, Myanma
7. Rohdea japonica (Thunb.) Roth - Nhật Bản, Triều Tiên, Quảng Tây, Quý Châu, Hồ Bắc, Hồ Nam, Giang Tô, Giang Tây, Sơn Đông, Tứ Xuyên, Chiết Giang
8. Rohdea jinshanensis (Z.L.Yang & X.G.Luo) N.Tanaka - Tứ Xuyên
9. Rohdea lichuanensis (Y.K.Yang, J.K.Wu & D.T.Peng) Yamashita & M.N.Tamura - Hồ Bắc
10. Rohdea longipedunculata (F.T.Wang & S.Yun Liang) N.Tanaka - Vân Nam
11. Rohdea nepalensis (Raf.) N.Tanaka - Tây Tạng, Nepal, Bhutan, Assam, Myanma, Tứ Xuyên, Vân Nam
12. Rohdea pachynema (F.T.Wang & Tang) N.Tanaka - Tứ Xuyên, Vân Nam
13. Rohdea siamensis (Yamashita & M.N.Tamura) Yamashita & M.N.Tamura - Lào, Thái Lan
14. Rohdea tonkinensis (Baill.) N.Tanaka - Việt Nam, Vân Nam, Quảng Đông
15. Rohdea urotepala Hand.-Mazz. - Tứ Xuyên, Vân Nam
16. Rohdea verruculosa (Q.H.Chen) N.Tanaka - Vân Nam, Quý Châu
17. Rohdea wattii (C.B.Clarke) Yamashita & M.N.Tamura, đồng nghĩa: Tupistra wattii  - Khai khẩu tiễn, tử bích. Phân bố: Việt Nam, Assam, Bhutan, Quảng Đông, Quảng Tây, Quý Châu, Tứ Xuyên, Vân Nam

## Hình ảnh

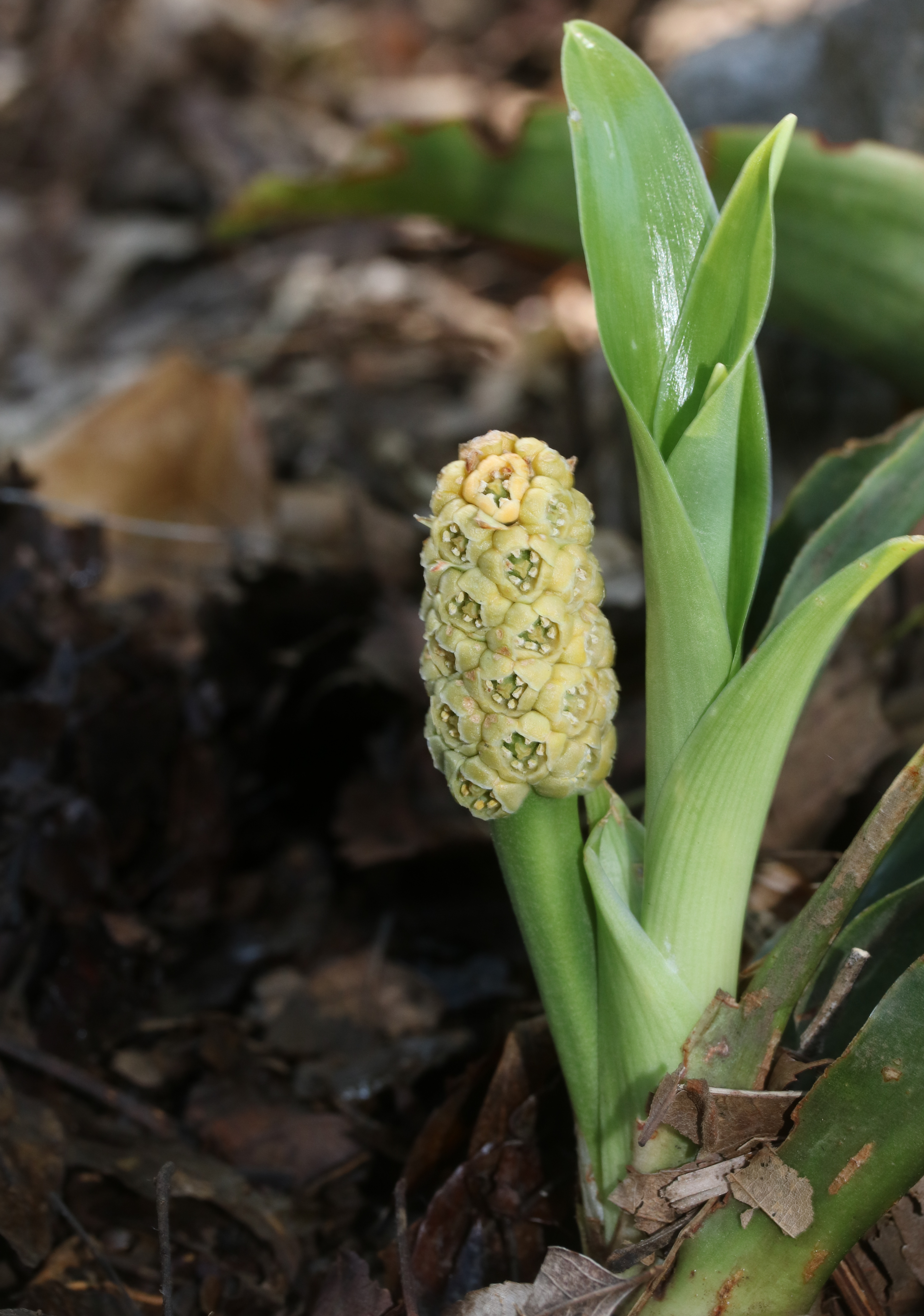
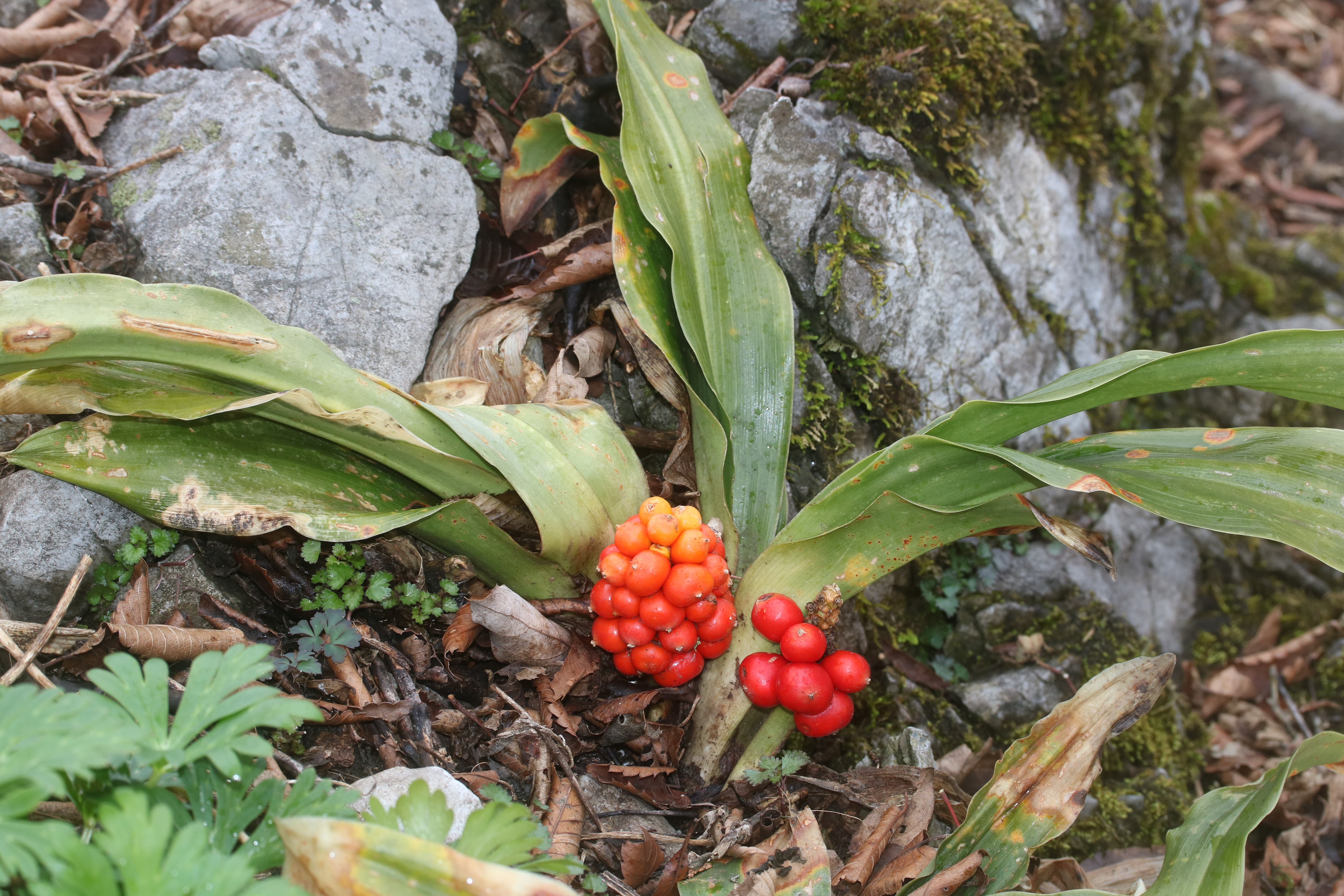
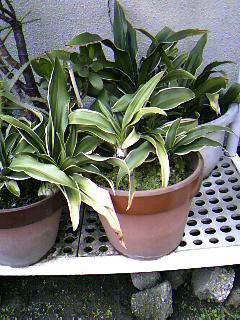
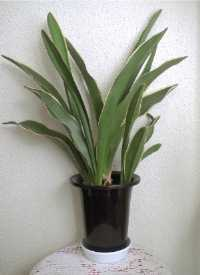